# ناصر مسعود
ناصر مسعود (مواليد 6 مارس 1986، لاعب كرة قدم إماراتي يجيد اللعب في الوسط .
لعب سابقاً مع نادي الجزيرة و إنتقل إلى الشباب عام 2009 و لعب معهم حتى عام 2017 و لعب في عام 2021 مع نادي الذيد.

## روابط خارجية
- ناصر مسعود على موقع Soccerway.com (الإنجليزية)